# دانه‌خوار سالوادوری
بذرخوار سالوادوری یا سهره سالوادوری (نام علمی: Crithagra xantholaema) گونه‌ای سهره از تیرهٔ سهرگان (Fringillidae) است و تنها در اتیوپی یافت می‌شود. زیستگاه‌های طبیعی آن جنگل‌های خشک نیمه‌گرمسیری یا گرمسیری و بوته‌زارهای نیمه‌گرمسیری یا گرمسیری با ارتفاع زیاد است. از نابودی زیستگاه آن را تهدید می‌کند.